# Тулліо Ланезе
Тулліо Ланезе (італ. Tullio Lanese; 10 січня 1947, Мессіна — 1 березня 2025) — італійський футбольний арбітр, по завершенні кар'єри — президент AIA.

## Біографія

### Кар'єра арбітра
З 1975 року став судити ігри Серії Б, а з 1977 року — вищого дивізіону країни, Він роками був одним з найвідоміших арбітрів чемпіонату Італії. З 1986 по 1992 рік він був арбітром ФІФА, провівши загалом 38 матчів на міжнародному рівні, включаючи матчі домашнього чемпіонату світу 1990 року: Бразилія-Швеція (2:1) у Турині, Уругвай-Південна Корея (1:0) в Удіне, та 1/8 фіналу у Неаполі Камерун-Колумбія (2:1 після додаткового часу).
Він також обслуговував матч групового етапу між господарями Південною Корею та майбутніми олімпійськими чемпіонами збірною СРСР на Олімпіаді 1988 року в Сеулі. Крім цього працював на молодіжному чемпіонаті світу 1989 року у Саудівській Аравії та чемпіонаті Європи 1992 року, де відсудив півфінальний матч між господарями збірною Швецією та Німеччиною (2:3). Найвищим же досягненням стала робота на фіналі Кубка європейських чемпіонів 1991 року, де він відсудив гру «Црвена Звезда» — «Марсель» у Барі.
На національному рівні в період з 1978 по 1992 рік він провів 159 гри у Серії А, включаючи численні «класичні» матчі: три дербі Італії («Ювентус» — «Інтернаціонале», одне Міланське дербі та дербі «Ювентус» — «Мілан», два дербі «Інтернаціонале» — «Рома», 3 дербі «Мілан» — «Рома», два Ліхтарних дербі та плей-оф за право зіграти у Кубку УЄФА 1987/88 «Мілан» — «Сампдорія». Він також працював на двох фіналах Кубка Італії (1985/86 та 1988/89) та Суперкубку Італії 1991 року.

### Кар'єра функціонера
Після завершення кар'єри арбітра працював із арбітрами Серії С з 1994 по 1998 рік, після чого був президентом Асоціації італійських арбітрів (AIA). До 2006 року він був спостерігачем арбітрів УЄФА.

#### Скандал Кальчополі
Внаслідок скандалу в італійському футболі у 2006 році він пішов у відставку з посади президента AIA: наприкінці спортивного процесу його було засуджено Федеральним судом до 2 років та 6 місяців, покарання потім було зменшено.
Що стосується розслідування з кримінальної точки зору, за спортивне шахрайство процес закінчився в першій інстанції вироком у 2 роки позбавлення волі.
5 грудня 2012 року IV Апеляційний суд Неаполя скасував вирок першої інстанції, виправдавши його.
24 березня 2015 року касаційна скарга прокурора проти виправдання була визнана неприйнятною.

### Політична кар'єра
У 2008 році він був висунутий Союзм центру на регіональних виборах на Сицилії, але не був обраний.